# Galassia a spirale grand design
Per galassia a spirale grand design si intende una galassia spirale con l'architettura dei suoi bracci di spirale ben organizzata ed una struttura particolarmente definita e prominente. Ciò le distingue nettamente dalle comuni e più numerose galassie a spirale cosiddette multibraccio, come la nostra Via Lattea, che possiedono strutture più sottili e dalle galassie a spirale flocculente la cui organizzazione dei bracci di spirale è decisamente mal definita e discontinua. Le galassie a spirale grand design costituiscono circa il 10% di tutte le galassie a spirale.
Per spiegare come si formino e si mantengano nel tempo queste strutture galattiche Chia-Chiao Lin e Frank Shu proposero nel 1964 la teoria delle onde di densità secondo cui nel disco galattico la materia, costituita da stelle e gas, non ha una densità uniforme ma varia in rapporto a onde che si propagano dal nucleo della galassia in direzione del disco descrivendo dei moti appunto "a spirale". La materia del disco, costituita da stelle, gas e polveri, viene investita dalle onde di densità che vengono compresse ed attratte gravitazionalmente mantenendole all'interno delle regioni più dense. Dal meccanismo di compressione si attivano anche fenomeni di formazione stellare.
A proposito della composizione delle stelle nei bracci di spirale, uno studio pubblicato nel 2016 ha evidenziato come ci sia una correlazione tra la lunghezza d'onda della luce emessa dai bracci di spirale e l'angolo di avvolgimento degli stessi. Quando la luce emessa è nella banda dell'infrarosso, in rapporto a una popolazione stellare più vecchia, l'angolo sotteso risulta più stretto, mentre nelle emissioni nell'ultravioletto di stelle blu giovani e di regioni di formazione stellare attive l'angolo risulta progressivamente maggiore. 
Nel 2012 è stata identificata la più remota galassia a spirale grand design fino ad ora conosciuta, la BX442, la cui esistenza risale a soli 3 miliardi di anni circa dopo il Big Bang. Ciò contrasta con i modelli fin qui ipotizzati sulla formazione ed evoluzione delle galassie.

## Alcune galassie a spirale grand design[6]
| Galassia | Tipo                                 | Nome alternativo | Costellazione      | RA            | DEC            | Distanza (milioni a.l.) | Immagine |
| -------- | ------------------------------------ | ---------------- | ------------------ | ------------- | -------------- | ----------------------- | -------- |
| BX442    | PGC 4668406                          | Sc               | Pegaso             | 23h 46m 19.3s | +12° 47′ 59″   | 10300                   |          |
| M51      | NGC 5194, Galassia Vortice           | SA(s)bc pec      | Cani da Caccia     | 13h 29m 52.7s | +47° 11′ 43″   | 25                      |          |
| M74      | NGC 628, Phantom Galaxy              | SA(s)c           | Pesci              | 01h 36m 41.8s | +15° 47′ 01″   | 35                      |          |
| M81      | NGC 3031, Galassia di Bode           | SA(s)ab          | Orsa Maggiore      | 09h 55m 33.2s | +69° 03′ 55″   | 12                      |          |
| M83      | NGC 5236, Galassia Girandola del Sud | SAB(s)c          | Idra               | 13h 37m 00.9s | -29° 51′ 56″   | 14,7                    |          |
| M99      | NGC 4254, Coma Pinwheel Galaxy       | SA(s)c           | Chioma di Berenice | 12h 18m 49.6s | +14° 24′ 59″   | 60                      |          |
| M100     | NGC 4321, UGC 7450                   | SAB(s)bc         | Chioma di Berenice | 12h 22m 54.9s | +15° 49′ 21″   | 55                      |          |
| M101     | NGC 5457, Galassia Girandola         | SAB(rs)cd        | Orsa Maggiore      | 14h 03m 12.5s | +54° 20′ 56″   | 22,8                    |          |
| NGC 157  | PGC 2081                             | SAB(rs)bc        | Balena             | 00h 34m 46.8s | -08° 23′ 47.4″ | 77                      |          |
| NGC 309  | PGC 3377                             | SABbc            | Balena             | 00h 56m 42.6s | -09° 54′ 50″   | 255                     |          |
| NGC 1232 | PGC 33550, Arp 41                    | SAB(rs)c         | Eridano            | 03h 09m 45.5s | -20° 34′ 46″   | 61                      |          |
| NGC 1300 | UGCA 66, PGC 12412                   | (R')SB(s)bc      | Eridano            | 03h 19m 41.1s | -19° 24′ 41″   | 61                      |          |
| NGC 1637 | UGCA 93, PGC 15821                   | SAB(rs)c         | Eridano            | 04h 41m 28.2s | -02° 51′ 29″   | 30                      |          |
| NGC 2835 | UGCA 157, PGC 26259                  | SAB(rs)c         | Idra               | 09h 17m 52.9s | -22° 21′ 17″   | 33,8                    |          |
| NGC 3344 | UGC 5840, PGC 31968                  | (R)SAB(r)bc      | Leone Minore       | 10h 43m 31.1s | +24° 55′ 20″   | 22,5                    |          |
| NGC 3486 | UGC 6077, PGC 33140                  | SB(r)b:          | Leone              | 11h 00m 02.4s | +14° 50′ 39″   | 60                      |          |
| NGC 6118 | UGC 7315, PGC 39393                  | SA(s)cd          | Serpente           | 16h 21m 48.6s | -02° 17′ 00″   | 83                      |          |
| NGC 6181 | UGC 10439, PGC 58470                 | SB(rs)c          | Ercole             | 16h 32m 29.9s | +19° 49′ 36″   | 107                     |          |
| NGC 6384 | UGC 10891, PGC 50459                 | SAB(r)bc         | Ofiuco             | 17h 32m 24.3s | +07° 03′ 37″   | 76                      |          |
| NGC 6814 | PGC 63545                            | SAB(rs)bc        | Aquila             | 19h 42m 40.6s | -10° 19′ 25″   | 75                      |          |
| NGC 7424 | PGC 70096                            | SAB(rs)cd        | Gru                | 22h 57m 18.4s | -41° 04′ 14″   | 37,5                    |          |
| NGC 7753 | UGC 12780, PGC 72387                 | SAB(rs)bc        | Pegaso             | 23h 46m 58.5s | +29° 29′ 00″   | 272                     |          |